# 波亚纳马焦雷
波亚纳马焦雷（義大利語：Poiana Maggiore），是意大利威尼托大区维琴察省的一个市镇。总面积28平方公里，人口4516人，人口密度161.3人/平方公里（2009年）。国家统计（ISTAT）代码为024079。

## 友好城市
- 義大利罗阿纳 1996年